# Donji Miholjac
Donji Miholjac (ungarsk: Alsómiholjác, tysk: Unter-Miholtz, Skabelon:Lang-sr-Cyrl) er en by i regionen Slavonien i Osijek-Baranja distrikt i Kroatien, der ligger ved floden Drava og grænsen til Ungarn.

## Befolkning og bebyggelser
I folketællingen 2011 var der 9.491 indbyggere i området, hvoraf 95% var kroater.Der er syv byer og landsbyer i kommunen:
- Donji Miholjac, population 6.240
- Golinci,indb.: 431
- Miholjački Poreč, indb.: 183
- Podgajci Podravski, indb.: 651
- Radikovci, indb.: 292
- Rakitovica, indb.: 868
- Sveti Đurađ, indb.: 826

## Histore
I slutningen af det 19. og begyndelsen af det 20. århundrede var Donji Miholjac en distriktshovedstad i Virovitica distrikt i Kongeriget Kroatien-Slavonien. Dens navn kommer fra Sankt Michael. I det gamle Rom blev byen kaldt Mariniana.